# Internationales Institut für Religionsfreiheit
Das Internationale Institut für Religionsfreiheit (IIRF) ist ein Netzwerk von Professoren, Forschern, Akademikern, Fachleuten und universitären Einrichtungen überwiegend christlicher Prägung aus allen Kontinenten, die an verlässlichen Daten über die Verletzung der Religionsfreiheit weltweit arbeiten und forschen und dieses Thema in Hochschulprogramme und Lehrpläne einbringen wollen – insbesondere in den Bereichen Recht, Soziologie, Religionswissenschaften sowie in theologische Studiengänge. Das IIRF hat Verbindungen zur Evangelischen Allianz.

## Organisation und Arbeitsschwerpunkte
Das Internationale Institut für Religionsfreiheit arbeitet dezentral und hat Büros in sieben Ländern.
Ein zentraler Schwerpunkt der Arbeit des Internationalen Instituts für Religionsfreiheit ist die Publikation der Zeitschrift „International Journal for Religious Freedom“ (IJRF) sowie gemeinsam mit der Internationalen Gesellschaft für Menschenrechte die Herausgabe der seit 2014 bzw. 2001 jährlich erscheinenden Standardwerke „Jahrbuch Religionsfreiheit“ und „Jahrbuch Verfolgung und Diskriminierung von Christen“, die auch den Abgeordneten des Deutschen Bundestags zur Verfügung gestellt werden.
Ein Forschungsschwerpunkt ist Christenverfolgung. Seit 2014 wird der von Open Doors erstellte Weltverfolgungsindex durch das Internationale Institut für Religionsfreiheit begutachtet und geprüft.
Im Jahr 2024 hat das IIRF im Deutschen Bundestag die Violent Incidents Database (VID) vorgestellt. Die VID ist eine globale Datenbank zur Erfassung gewaltsamer religiöser Verfolgung und damit ein wichtiges Instrument zur Erforschung und Bekämpfung von religiöser Diskriminierung und Verfolgung.
Mitarbeiter des IIRF wie Thomas Schirrmacher oder Christof Sauer werden vom Deutschen Bundestag immer wieder als Sachverständige zum Thema Menschenrechte und Religionsfreiheit gehört.

## Mitarbeiter (Auswahl)

Der Präsident des IIRF, Thomas Schirrmacher, spricht vor der Interparlamentarischen Union in Marrakesch 2023

- Stephen Baskerville
- Janet Epp Buckingham
- Thomas K. Johnson
- Paul A. Marshall
- John Warwick Montgomery
- Dennis P. Petri (Direktor)[14]
- Georgia du Plessis
- Christof Sauer
- Thomas Schirrmacher (Präsident)